# Onda de presión

Propagación de las ondas de presión.

Una onda de presión es un movimiento de vibración en un sistema mecánico que raras veces está uniforme en todas las partes del sistema especialmente a altas frecuencias, pero se propaga en el metal a alta velocidad.
Cualquier material o estructura no puede transmitir una fuerza al instante pero lo hace a la velocidad del sonido en el material, ya que esta no es infinita. Si la fuerza que producen estas ondas es oscilatoria (tiene un m.a.s), las ondas de presión se propagarán a través del medio y su longitud de onda será la velocidad del sonido entre la frecuencia de la oscilación de la fuerza.